# Heim ins Reich

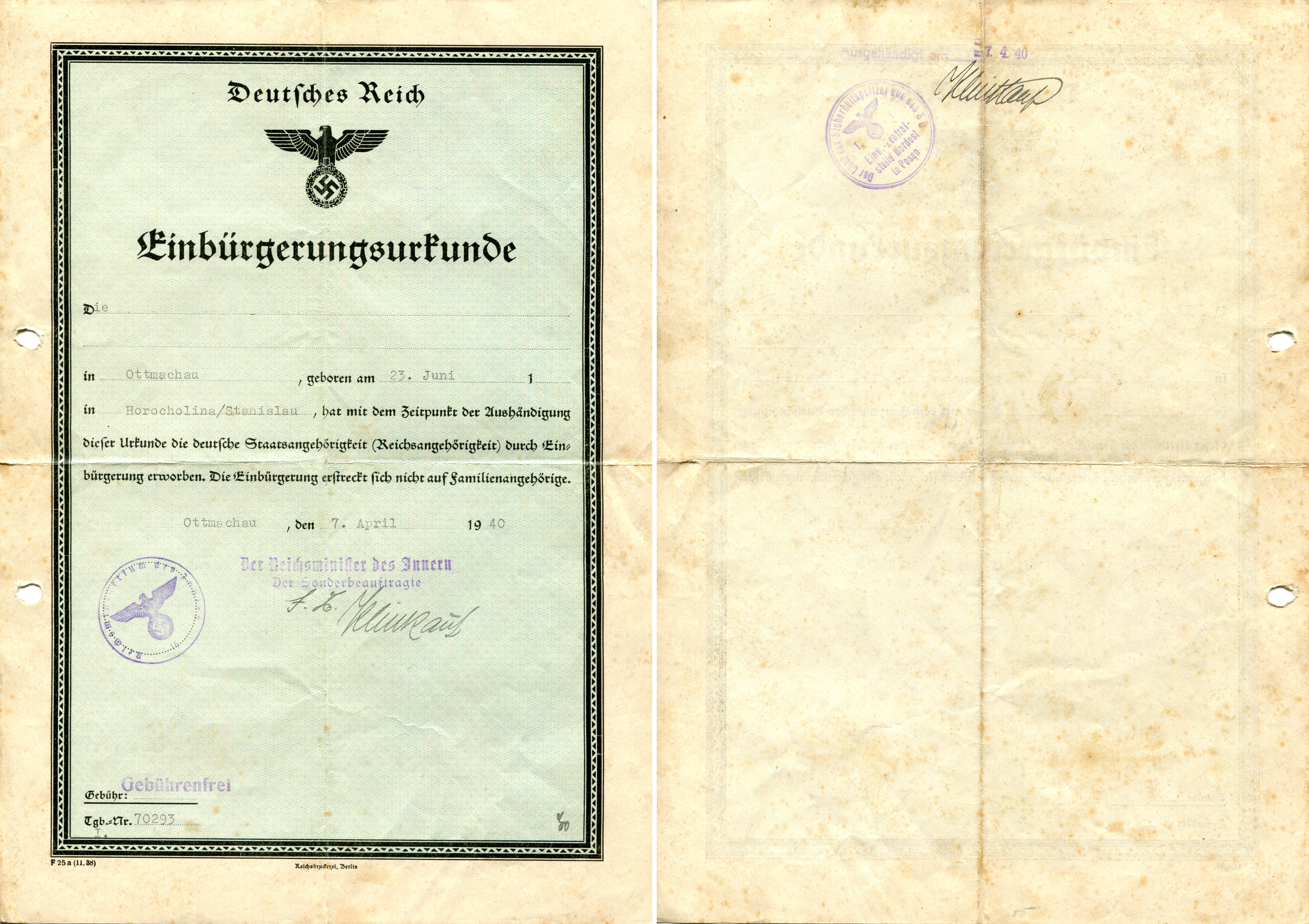
Свидетельство о натурализации для фольксдойче, выданное в Познани, 1940 год

Heim ins Reich (с нем. — «Рейх — наш дом», «Домой в Рейх») — политическая доктрина и система мер, провозглашённая Гитлером в 1938 году, призванная сплотить немецкий народ и усилить национальное самосознание всех фольксдойче, живших вне пределов нацистской Германии. Данная социально-политическая установка преследовала целью в очередной раз решить германский вопрос и усилить пангерманизм, опираясь на идеологические установки и новые методы ведения внешней и внутренней политики, присущие нацистской Германии. Главными группами населения, на которые и была ориентирована политика «Heim ins Reich», стали немцы и фольксдойче Австрии, ряда западных регионов Польши (Силезия), Судет (судетские немцы) и территорий, изъятых у Германии по результатам Версальского договора.
Целью программы являлось возвращение, собирание членов немецких диаспор назад в Германию.
Реализацией политики «Heim ins Reich» занималось ведомство Фольксдойче Миттельштелле, ставшее в 1941 году одним из управлений СС.
Осенью 1939 года началась Репатриация балтийских немцев.
Согласно советско-германским договорам, этнические немцы, проживавшие на территориях, присоединенных к СССР в 1939-1940 годах, имели право «репатриироваться» из СССР. В октябре 1939 года после польского похода РККА была создана смешанная германо-советская Комиссия по делам эвакуации, а 16 ноября 1939 года было подписано соответствующее соглашение. После присоединения Бессарабии и Северной Буковины к СССР 5 сентября 1940 года также был подписан советско-германский договор о репатриации этнических немцев с этих территорий. 10 января 1941 года был подписан аналогичный договор между Германией и СССР, затрагивающий Прибалтику и касавшийся тех балтийских немцев, которые по тем или иным причинам не выехали в 1939 году. Всего из западных районов СССР переселилось 392 тыс. (по другим данным — 310 тыс. или 350 тыс.) «фольксдойче».

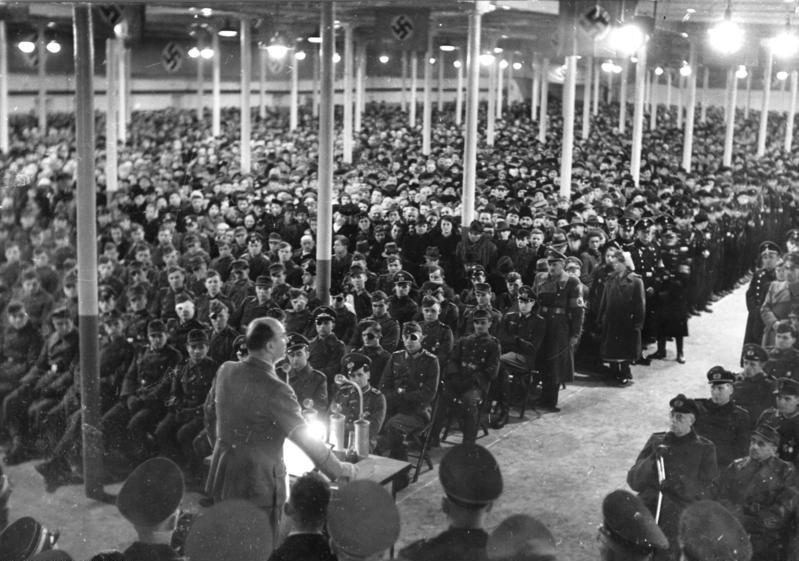
Гауляйтер Вартегау Артур Грейзе выступает перед переселенными туда этническими немцами в Лодзи в марте 1944 года

Во время Великой Отечественной войны в 1943-1944 годах с оккупированной немецкими войсками территории СССР на территорию Вартегау, Верхней Силезии, Нижней Силезии, Генерал-губернаторства и протектората Богемии и Моравии было эвакуировано при отступлении немецких войск около 350 тыс. чел. «фольксдойче».